# Martin Reichel
Martin Reichel (* 7. November 1973 in Most, Tschechoslowakei) ist ein ehemaliger tschechisch-deutscher Eishockeyspieler. Er ist der Bruder des tschechischen Eishockeyspielers Robert Reichel und Mitglied in der „Hall of Fame“ des deutschen Eishockeys.

## Karriere
Martin Reichel begann seine Karriere 1990 beim EHC Freiburg in der 1. Bundesliga. In seinen ersten Jahren als Profi bewies er schon, dass er zwar kein herausragender, aber ein solider Scorer ist, weshalb er während des NHL Entry Draft 1992 von den Edmonton Oilers in der zweiten Runde an Position 37 ausgewählt wurde.
1993 wurde dem EHC Freiburg die Lizenz entzogen und die Mannschaft musste in die Regionalliga Süd absteigen.
Reichel wollte in der obersten deutschen Spielklasse bleiben und schloss sich den Starbulls Rosenheim an, mit denen er in der Deutschen Eishockey Liga aktiv war. In Rosenheim gehörte der Deutsch-Tscheche zu den punktbesten Stürmern seines Teams. Seine erfolgreichste Spielzeit war dabei die Saison 1995/96, als er in insgesamt 54 Ligapartien 48 Scorerpunkte erzielen konnte. Nach vier Jahren verließ er Rosenheim und ging zu den Nürnberg Ice Tigers. Mit Nürnberg konnte er 1999 bis ins Finale der Playoffs einziehen, unterlag dort jedoch den Adler Mannheim.
In den folgenden Jahren konnte er an diesen Erfolg nicht mehr anknüpfen und  wechselte 2003 zu den Frankfurt Lions. In seiner ersten Saison konnte er mit den Lions nach einem 3:1-Finalsieg nach Spielen gegen die Eisbären Berlin die Deutsche Meisterschaft gewinnen. Reichel, der in der Hauptrunde in 52 absolvierten Partien 27-mal punkten konnte und in den anschließenden Play-offs in vier Spielen ein Tor erzielen konnte, hatte einen nicht unerheblichen Anteil an diesem Erfolg. 2004/05 pausierte die National Hockey League auf Grund eines Spielerstreiks, weshalb viele Spieler aus Nordamerika nach Europa kamen. Mit den NHL-Veteranen Stéphane Robidas und Doug Weight wollten die Lions den Titel verteidigen, doch sie scheiterten im Halbfinale.
In der Saison 2005/06 verpasste Reichel, mittlerweile  Alternativ-Kapitän in Frankfurt, mit den Lions die Playoffs knapp. In der DEL absolvierte er seit 1994 insgesamt 638 Spiele, in denen er 361 Scorerpunkte erzielte (128 Tore/233 Vorlagen) und 431 Strafminuten sammelte. Damit lag er vor Beginn der Saison 2006/07 in der Liste der DEL-Rekordspieler auf Platz 3 hinter den ebenfalls noch aktiven Mirko Lüdemann und Andreas Renz. In der ewigen Scorerwertung lag er auf Platz 16.
Im Sommer 2008 wurde sein auslaufender Vertrag von den Verantwortlichen der Lions nicht verlängert. Der Offensivspieler bekam allerdings wenig später ein Vertragsangebot der Starbulls Rosenheim, für die er bereits zwischen 1993 und 1997 aktiv war. Reichel wechselte anschließend nach Rosenheim. Mit den Starbulls erreichte er das Halbfinale der Oberliga Süd-Play-offs, welches man mit 1:3 Niederlagen gegen den ESV Kaufbeuren verlor.
2010 gewann er mit den Starbulls die Oberliga-Meisterschaft mit drei Siegen im Playoff-Finale gegen den EC Peiting. Nach Ablauf der Saison 2009/2010 beendete er seine aktive Karriere und war von 2012 bis 2015 Co-Trainer bei den Starbulls Rosenheim. Seither ist er im Nachwuchsbereich des gleichen Vereins beschäftigt.
Im März 2017 wurde Reichel in die „Hall of Fame“ des deutschen Eishockeys aufgenommen.

### International
Reichel wurde 1994 erstmals für die deutsche Nationalmannschaft nominiert, mit der er im gleichen Jahr an der Weltmeisterschaft in Italien teilnahm. Es folgten acht weitere Teilnahmen an diversen Weltmeisterschaften sowie eine Nominierung für die Olympischen Spiele 2002 in Salt Lake City. Insgesamt bestritt der Linksschütze 165 A-Länderspiele, in denen er 17 Scorerpunkte erzielen konnte.

## Erfolge und Auszeichnungen
- 2002 Teilnahme am DEL All-Star Game
- 2003 Teilnahme am DEL All-Star Game
- 2004 Teilnahme am DEL All-Star Game
- 2004 Deutscher Meister mit den Frankfurt Lions
- 2010 Oberliga-Meister mit den Starbulls Rosenheim

## Familie
Martin Reichel wurde zwar schon an 37. Stelle im NHL Entry Draft ausgewählt, kam aber nie in der NHL zum Einsatz. Sein Bruder Robert Reichel wurde sogar nur an Position 70 gedraftet, konnte sich aber in der NHL durchsetzen. Ein weiterer Unterschied zwischen den beiden Brüdern ist ihre Staatsangehörigkeit. Robert wurde 1998 Olympiasieger mit Tschechien, Martin spielte 165 Mal für das deutsche Team. Eine Gemeinsamkeit haben sie dann doch. Beide spielten für die Frankfurt Lions, Robert Mitte der 1990er-Jahre und Martin zwischen 2003 und 2008.
Martin Reichels Söhne Thomas und Lukas Reichel sind ebenso professionelle Eishockeyspieler wie sein Neffe Kristian Reichel, der Sohn seines Bruders Robert.